# Homalia exigua
Homalia exigua là một loài rêu trong họ Neckeraceae. Loài này được Bosch & Sande Lac. mô tả khoa học đầu tiên năm 1862.